# ブックスマート 卒業前夜のパーティーデビュー
『ブックスマート 卒業前夜のパーティーデビュー』（ブックスマート そつぎょうぜんやのパーティーデビュー、原題：Booksmart）は、2019年のアメリカ合衆国の青春映画。オリヴィア・ワイルドの長編映画監督デビュー作で、主演はケイトリン・デヴァーとビーニー・フェルドスタイン。ガリ勉の女子高生コンビがハメを外そうと卒業パーティー出席に奔走する姿を描いている。
原題の「book smart」とは「学識があり、高い教育を受けているが常識が欠けている」ことを意味し、日本語の「ガリ勉」に近い意味。日本では、キャストの多くが無名ながら評判が口コミで広がってヒットした。

## ストーリー
幼少期からの親友であるモリーとエイミーは、高校生活最後の年を迎えていた。お堅い生徒会長のモリーは勉強一筋の毎日を送っており、2年前にレズビアンであることをカミングアウトしたエイミーはスケーターガールのライアンに片想い中。エイミーの恋を知るモリーは「卒業前に告白するべき」とアドバイスする。
卒業式前日、トイレに立ち寄ったモリーは、クラスメイトたちが「ガリ勉のモリーはダサい」などと陰口を叩いている現場に遭遇。イェール大学に進学することを勝ち誇るモリーだったが、彼女たちもまた名門大学への進学を決めていた。モリーはパーティー三昧だったはずのクラスメイトが自分と同様に名門大学へ進学するという事実にショックを受け、「勉学に全てを捧げてきた自分の高校生活は何だったのか」と思い悩む。エイミーを巻き込んで高校生活をエンジョイすると決めたモリーは、手始めに、人気者の生徒会副会長・ニックが開催する卒業パーティーに参加することを決意。エイミーは乗り気でなかったが、モリーに気圧されて渋々同行することに。
ところが、モリーとエイミーはニックのパーティー会場の場所を知らないことに気づく。そこで、モリーは自分に好意を抱いているクラスメイトのジャレッドに頼み込み、会場まで案内してもらうことに。しかし、ジャレッドに連れられて2人がやって来たのは別のパーティー会場だった。豪華な船上でドラッグ好きのジジとジャレットに振り回されながらも、2人は何とかパーティーを脱出。エイミーは「卒業前にパーティーに参加するという目標は達成できたのだから、さっさと帰ろう」と持ちかけるが、モリーはマララ・コードを発動。マララ・コードとは2人が昔から交わしている取り決めで、その言葉が発せられた場合は相手の望みを無条件で叶えなければならないため、エイミーはやむなくモリーに付き合うことに。ニックのパーティー会場に向かうため、2人がリフトを通してタクシーを呼んだところ、運転手を務めていたのは2人が通う学校のブラウン校長であった。道中、2人がポルノを爆音で再生してしまうというハプニングはあったが、何とか会場にたどり着く。
しかし、そこはまたしてもニックのパーティー会場ではなかった。思い違いからクラスメイトの演劇部員・ジョージの殺人ミステリーパーティーにたどり着いた2人は、そこでジジに再会。彼女から先ほどの船上パーティーで食べたイチゴが強力なドラッグに漬けられたものであることを知らされる。ほどなくして2人はトリップ状態に陥るが、その後、ピザの配達員からニックのパーティー会場の住所を聞き出すことに成功。しばらくしてエイミーは配達員の車に携帯電話を置き忘れたことに気づき、モリーの携帯電話も充電切れ寸前であったが、2人は最後の望みを託して担任のファイン先生に助けを求める。ファインは2人を会場まで送り届け、パーティーに相応しい衣装まで見繕う。
無事に会場に到着した後、エイミーはライアンと、モリーはニックと楽しいひと時を過ごす。しかし、パーティー中盤でライアンとニックがイチャついている現場を目撃したエイミーは意気消沈。マララ・コードでモリーと一緒に帰ろうとするが、ニックと親しくなるチャンスを逃したくないモリーはそれを拒否。エイミーは激怒し、そのまま2人は口論に。エイミーは「ギャップ・イヤーはボツワナでの旅行に費やすつもりと伝えていたが、実際は1年間休学してアフリカで働く予定だ」「貴方はいつも私をコントロールしようとしてくる。煩わしいことこの上ない」とモリーに怒りをぶちまけ、トイレに駆け込む。ところが、そこには先客のクールなクラスメイト・ホープがいた。怒りが収まらないエイミーはホープとも衝突するが、次第に打ち解け、ついにはキスを交わす。2人はその勢いで性行為に及ぼうとするが、エイミーが嘔吐してしまったため良い雰囲気が台無しに。ほどなくしてパーティー会場に警察官がやって来たため、参加者は散り散りに解散。モリーはエイミーを見つけられなかったため、車で通りかかったアナベルと一緒に帰ることになる。アナベルは性に奔放なことで有名だったが、本人はその世間評に悩まされていた。世間評に思い悩んでいるという共通項を見出した2人は一気に距離を縮める。
一夜明けた卒業式当日の朝、前日の振る舞いを後悔していたモリーのもとにとんでもないニュースが飛び込む。前夜、警察官がやって来たパーティー会場から参加者を逃すために、自ら囮となったエイミーが警察に捕まってしまったのだ。モリーは警察に駆けつけ、エイミーと和解。卒業式には間に合わないと諦めるエイミーだったが、モリーには秘策があった。警察署内で見かけた指名手配犯の似顔絵が、昨夜ニックのパーティー会場の住所を教えてくれたピザの配達員だと気づいたモリーは、警察と取引してエイミーを保釈させ、ジャレッドに借りた車で卒業式に向かう。
卒業式では総代のモリーが姿を見せないため、ジャレッドが代わりにスピーチを始めていた。そこにモリーとエイミーが到着。壇上に立ったモリーはジャレッドと熱いキスを交わす。モリーはスピーチで素直な気持ちを吐露し、卒業生たちを称える。
無事に卒業式を終え、ついに別れの日を迎える2人。エイミーとホープの関係に進展が期待される中、モリーはエイミーを車で空港まで送り、後ろ姿を見送る。モリーが感傷的な気分に浸っていると、再びエイミーが登場し、搭乗を最後にしてそれまでパンケーキを食べようと提案。もちろんモリーもそれに応じ、2人はいつものように軽快に車を走らせるのだった。

## キャスト
- エイミー・アンツラー：ケイトリン・デヴァー
- モリー・デヴィッドソン：ビーニー・フェルドスタイン
- ファイン先生：ジェシカ・ウィリアムズ
- ジョーダン・ブラウン校長：ジェイソン・サダイキス
- シャーメイン・アンツラー：リサ・クドロー
- ダグ・アンツラー：ウィル・フォーテ
- ライアン：ヴィクトリア・ルエスガ
- ニック・ハウランド：メイソン・グッディング（英語版）
- ジャレッド：スカイラー・ギソンド
- ホープ：ダイアナ・シルヴァーズ
- アナベル（トリプルA）：モリー・ゴードン
- ジジ：ビリー・ラード
- テオ：エドゥアルド・フランコ（英語版）
- タナー：ニコ・ヒラガ
- アラン：オースティン・クルート（英語版）
- ジョージ：ノア・ガルヴィン（英語版）
- ピザ屋の店員パット：マイク・オブライエン（英語版）
- シンディ：ブルーシー・バーク
- ロブ：クリストファー・アヴィラ
- アリソン：ステファニー・スタイルズ（英語版）
- ディック：アダム・サイモン・クリスト
- スキップ：ギデオン・ラング
- アプリの機械音声：マーヤ・ルドルフ

## 製作

### 構想
本作の脚本は2009年にブラックリスト入りを果たしていた。2014年、スザンナ・フォーゲルが本作の脚本の加筆修正を行うことになり、主役の一人を同性愛者に変更した。それは「卒業を間近に控えた女の子たちがプロムのパートナーになってくれる男子生徒を求めて奔走する」という青春映画お決まりのパターンを回避するためであった。
加筆修正の後、アンナプルナ・ピクチャーズが本作の映画化権を獲得し、グロリア・サンチェス・プロダクションズに映画化を持ちかけた。後者に所属するジェシカ・エルバウムは脚本をオリヴィア・ワイルドに見せた。ワイルドは脚本を2日間で読み終え、大いに感銘を受けた。2018年2月16日、ワイルドが本作で映画監督デビューを果たすことが報じられた。同年の春、ケイティ・シルバーマンが再度脚本の修正作業に当たることになった。シルバーマンは「親友同士の2人が自分たちの高校生活が間違っていたと気がついたら何が起こるか。パーティーに明け暮れるばかりで、時間を浪費していると思っていた同級生たちが自分と同じようにアイビー・リーグに進学を決めたことを知ったとき、何が起こるか」という発想の下にリライトを行った。
ワイルドは「高校は戦場である」という信念を製作チームで共有しようとしたのだという。また、ワイルドは「主人公がドラッグでハイになったところ、自分たちがバービー人形になる幻覚を見る」というアイデアを思いつき、それを脚本に取り入れるようシルバーマンに頼んだが、どのような形でストーリーに組み込むのかについてはシルバーマンに一任した。

### キャスティング
2018年2月16日、ケイトリン・デヴァーとビーニー・フェルドスタインが本作に出演することが報じられた。2人は「親密さを形成するために、しばらくの間一緒に過ごしてください」というワイルドの指示に従い、10週間、ルームメイトとして共同生活を送ることになった。同年5月18日、ビリー・ロードの出演が決まったと報じられた。22日、ジェイソン・サダイキス、リサ・クドロー、ジェシカ・ウィリアムズ、ウィル・フォーテ、モリー・ゴードンらが新たにキャスト入りした。
当初、ダイアナ・シルヴァーズはライアン役のオーディションを受ける予定だったが、徐々に自分はその役に相応しくないと感じるようになり、代わりにホープ役のオーディションを受けた。

### 撮影・音楽
2018年5月、本作の主要撮影がカリフォルニア州サンフェルナンド・バレーで始まった。撮影中、ワイルドは出演者に「演じている最中に台詞に不自然さを覚えたなら、どうか知らせてください。あるいは、アドリブで台詞を言い換えても構いません。」と言った。
2019年5月24日、本作のサウンドトラックがレイクショア・レコーズから発売された。

## 公開・マーケティング

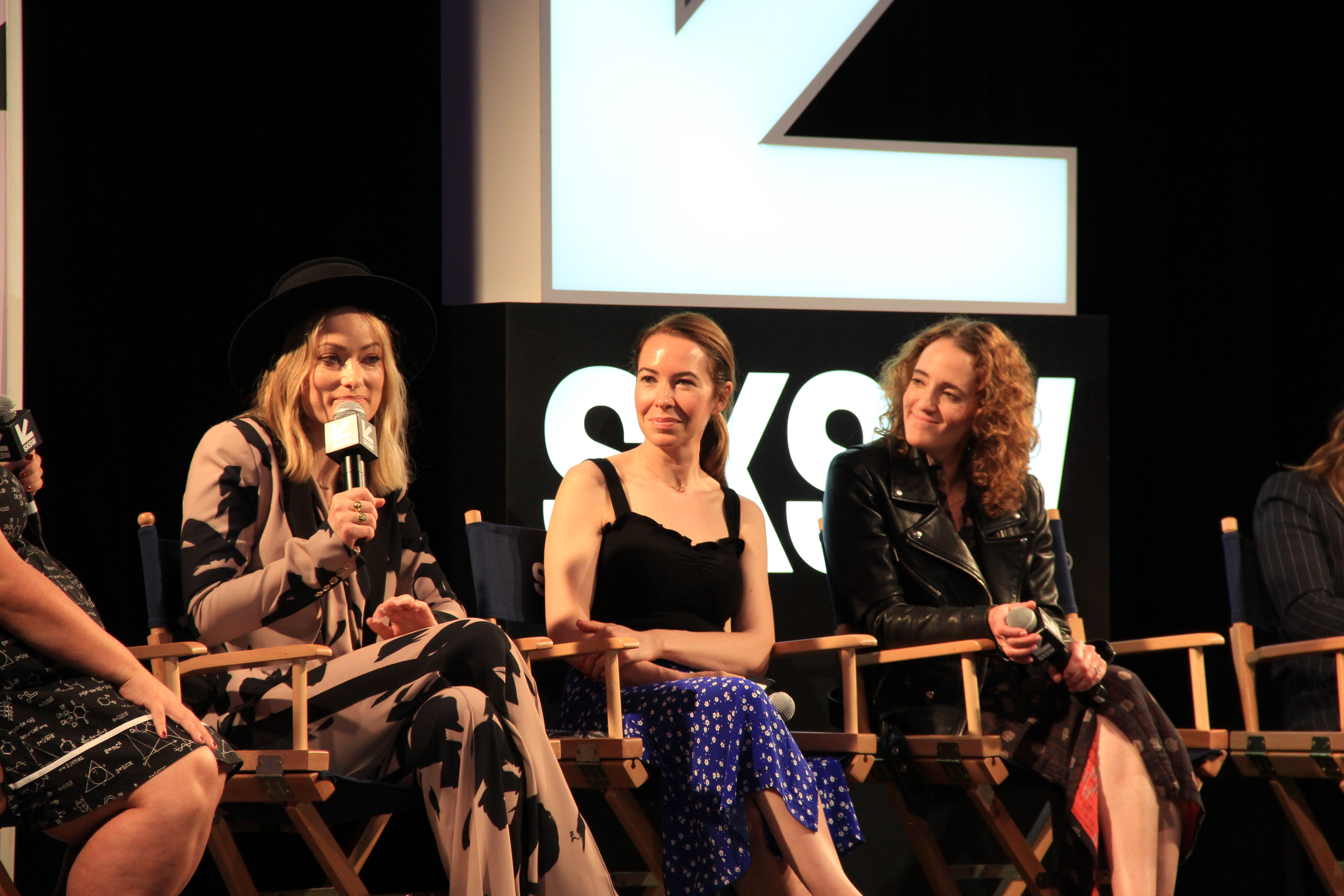
サウス・バイ・サウスウェストにて（左から監督のオリヴィア・ワイルド、脚本・製作のケイティ・シルバーマン、製作のジェシカ・エルバウム）

2019年3月10日、本作はサウス・バイ・サウスウエストでプレミア上映された。同年5月11日、本作のオフィシャル・トレイラーが公開された。18日、本作の冒頭6分間が公開された。

## 興行収入
本作は『ブライトバーン/恐怖の拡散者』、『アラジン』と同じ週に封切られ、公開初週末に1100万ドル前後を稼ぎ出すと予想されていたが、実際の数字はそれを大幅に下回るものとなった。2019年5月24日、本作は全米2505館で公開され、公開初週末に693万ドルを稼ぎ出し、週末興行収入ランキング初登場6位となった。

## 評価

### 批評家の反応
本作は批評家から絶賛されている。映画批評集積サイトのRotten Tomatoesには364件のレビューがあり、批評家支持率は96%、平均点は10点満点で8.30点となっている。サイト側による批評家の見解の要約は「愉快かつ新鮮なストーリーがハイペースで展開されていく。青春コメディで新機軸を打ち出すのは不可能だと思われていたが、『ブックスマート 卒業前夜のパーティーデビュー』はそれを見事にやってのけた。」となっている。また、Metacriticには52件のレビューがあり、加重平均値は84/100となっている。なお、本作のCinemaScoreはB+となっている。

### 受賞・ノミネート

#### 2019年度
| 賞                                       | 部門                                     | 対象                                                                                 | 結果       | 出典          |
| ---------------------------------------- | ---------------------------------------- | ------------------------------------------------------------------------------------ | ---------- | ------------- |
| 第15回オースティン映画批評家協会賞       | 新人作品賞                               | 『ブックスマート 卒業前夜のパーティーデビュー』                                      | 受賞       | [ 30 ]        |
| 第73回英国アカデミー賞                   | オリジナル脚本賞                         | エミリー・ハルパーン、サラ・ハスキンス、スザンナ・フォーゲル、ケイティ・シルバーマン | ノミネート | [ 31 ]        |
| 第73回英国アカデミー賞                   | ライジング・スター賞                     | ケイトリン・デヴァー                                                                 | ノミネート |               |
| 第32回シカゴ映画批評家協会賞             | 有望監督賞                               | オリヴィア・ワイルド                                                                 | ノミネート | [ 32 ] [ 33 ] |
| 第25回クリティクス・チョイス・アワード   | コメディ映画賞                           | 『ブックスマート 卒業前夜のパーティーデビュー』                                      | ノミネート | [ 34 ]        |
| 第13回デトロイト映画批評家協会賞         | ブレイクスルー賞                         | ケイトリン・デヴァー                                                                 | ノミネート | [ 35 ] [ 36 ] |
| 第13回デトロイト映画批評家協会賞         | ブレイクスルー賞                         | オリヴィア・ワイルド                                                                 | ノミネート | [ 35 ] [ 36 ] |
| 第11回ドリアン賞                         | LGBTQ作品賞                              | 『ブックスマート 卒業前夜のパーティーデビュー』                                      | ノミネート | [ 37 ]        |
| 第14回ダブリン映画批評家協会賞           | 作品賞                                   | 『ブックスマート 卒業前夜のパーティーデビュー』                                      | 5位        | [ 38 ]        |
| 第14回ダブリン映画批評家協会賞           | 監督賞                                   | オリヴィア・ワイルド                                                                 | 4位        | [ 38 ]        |
| 第14回ダブリン映画批評家協会賞           | 脚本賞                                   | エミリー・ハルパーン、サラ・ハスキンス、スザンナ・フォーゲル、ケイティ・シルバーマン | 次点       | [ 38 ]        |
| 第31回GLAADメディア賞                    | 作品賞（拡大公開部門）                   | 『ブックスマート 卒業前夜のパーティーデビュー』                                      | 受賞       | [ 39 ]        |
| 第77回ゴールデングローブ賞               | 主演女優賞（ミュージカル・コメディ部門） | ビーニー・フェルドスタイン                                                           | ノミネート | [ 40 ]        |
| 第29回ゴッサム・インディペンデント映画賞 | ブレイクスルー監督賞                     | オリヴィア・ワイルド                                                                 | ノミネート | [ 41 ]        |
| 第29回ゴッサム・インディペンデント映画賞 | 観客賞                                   | 『ブックスマート 卒業前夜のパーティーデビュー』                                      | ノミネート | [ 41 ]        |
| ハリウッド批評家協会賞                   | 作品賞                                   | 『ブックスマート 卒業前夜のパーティーデビュー』                                      | ノミネート | [ 42 ]        |
| ハリウッド批評家協会賞                   | オリジナル脚本賞                         | エミリー・ハルパーン、サラ・ハスキンス、スザンナ・フォーゲル、ケイティ・シルバーマン | ノミネート | [ 42 ]        |
| ハリウッド批評家協会賞                   | 女性監督賞                               | オリヴィア・ワイルド                                                                 | 受賞       | [ 42 ]        |
| ハリウッド批評家協会賞                   | アンダー23俳優演技賞                     | ケイトリン・デヴァー                                                                 | 受賞       | [ 42 ]        |
| ハリウッド批評家協会賞                   | 新人作品賞                               | 『ブックスマート 卒業前夜のパーティーデビュー』                                      | ノミネート | [ 42 ]        |
| ハリウッド批評家協会賞                   | インディペンデント映画賞                 | 『ブックスマート 卒業前夜のパーティーデビュー』                                      | ノミネート | [ 42 ]        |
| ハリウッド批評家協会賞                   | コメディ / ミュージカル賞                | 『ブックスマート 卒業前夜のパーティーデビュー』                                      | 受賞       | [ 42 ]        |
| 第23回ハリウッド映画賞                   | ブレイクスルー監督賞                     | オリヴィア・ワイルド                                                                 | 受賞       | [ 43 ]        |
| 第35回インディペンデント・スピリット賞   | 新人作品賞                               | 『ブックスマート 卒業前夜のパーティーデビュー』                                      | 受賞       | [ 44 ]        |
| 第14回インディワイヤー賞                 | 作品賞                                   | 『ブックスマート 卒業前夜のパーティーデビュー』                                      | 18位       | [ 45 ]        |
| 第14回インディワイヤー賞                 | 主演女優賞                               | ビーニー・フェルドスタイン                                                           | 21位       | [ 45 ]        |
| 第14回インディワイヤー賞                 | 新人作品賞                               | 『ブックスマート 卒業前夜のパーティーデビュー』                                      | 次点       | [ 45 ]        |
| ロサンゼルスオンライン映画批評家協会賞   | 作品賞                                   | 『ブックスマート 卒業前夜のパーティーデビュー』                                      | 受賞       | [ 46 ]        |
| ロサンゼルスオンライン映画批評家協会賞   | 主演女優賞                               | ビーニー・フェルドスタイン                                                           | 次点       | [ 46 ]        |
| ロサンゼルスオンライン映画批評家協会賞   | 助演女優賞                               | ビリー・ロード                                                                       | 受賞       | [ 46 ]        |
| ロサンゼルスオンライン映画批評家協会賞   | 女性監督賞                               | オリヴィア・ワイルド                                                                 | 受賞       | [ 46 ]        |
| ロサンゼルスオンライン映画批評家協会賞   | オリジナル脚本賞                         | エミリー・ハルパーン、サラ・ハスキンス、スザンナ・フォーゲル、ケイティ・シルバーマン | 受賞       | [ 46 ]        |
| ロサンゼルスオンライン映画批評家協会賞   | インディペンデント映画賞                 | 『ブックスマート 卒業前夜のパーティーデビュー』                                      | 受賞       | [ 46 ]        |
| 第23回オンライン映画批評家協会賞         | 新人監督賞                               | オリヴィア・ワイルド                                                                 | 受賞       | [ 47 ]        |
| パームスプリングス国際映画祭             | 注目すべき監督賞                         | オリヴィア・ワイルド                                                                 | 受賞       | [ 48 ]        |
| ReFrameスタンプ賞                        | 2019興行収入トップ100                    | 『ブックスマート 卒業前夜のパーティーデビュー』                                      | 受賞       | [ 49 ]        |
| サンフランシスコ国際映画祭               | 作品賞                                   | 『ブックスマート 卒業前夜のパーティーデビュー』                                      | 受賞       | [ 50 ]        |
| 第16回セントルイス映画批評家協会賞       | コメディ映画賞                           | 『ブックスマート 卒業前夜のパーティーデビュー』                                      | 受賞       | [ 51 ]        |
| 第16回セントルイス映画批評家協会賞       | オリジナル脚本賞                         | 『ブックスマート 卒業前夜のパーティーデビュー』                                      | ノミネート | [ 51 ]        |
| 第15回女性映画批評家協会賞               | 女性映画賞                               | 『ブックスマート 卒業前夜のパーティーデビュー』                                      | ノミネート | [ 52 ]        |
| 第15回女性映画批評家協会賞               | 女性が作った映画賞                       | 『ブックスマート 卒業前夜のパーティーデビュー』                                      | ノミネート | [ 52 ]        |
| 第15回女性映画批評家協会賞               | 女性脚本家賞                             | エミリー・ハルパーン、サラ・ハスキンス、スザンナ・フォーゲル、ケイティ・シルバーマン | ノミネート | [ 52 ]        |
| 第15回女性映画批評家協会賞               | 性の平等賞                               | 『ブックスマート 卒業前夜のパーティーデビュー』                                      | ノミネート | [ 52 ]        |
| 第72回全米脚本家組合賞                   | オリジナル脚本賞（映画部門）             | エミリー・ハルパーン、サラ・ハスキンス、スザンナ・フォーゲル、ケイティ・シルバーマン | ノミネート | [ 53 ]        |

### その他
第44代アメリカ合衆国大統領のバラク・オバマは、2019年に観たお気に入りの映画18本に本作を選んだ。